# Ian Forns Montes
Ian Forns Montes (nascut el 5 de febrer de 2004) és un futbolista professional català que juga com a lateral esquerre al Múrcia cedit pel RCD Espanyol.

## Carrera professional
Nascut a Cardedeu, Catalunya, Forns es va incorporar als juvenils del RCD Espanyol el 2016, després de representar l'EC Granollers i el FC Cardedeu. Va debutar amb el Reial Club Deportiu Espanyol B el 4 de desembre de 2022, entrant com a substitut a la segona part en una victòria per 1-0 a fora de casa a Segona Federació contra l'SCR Penya Esportiva.
Forns va marcar el seu primer gol com a sènior l'11 de desembre de 2022, marcant el gol de la victòria del B en una victòria per 1-0 a casa contra la SD Formentera. El 13 de juny següent, va renovar el seu contracte fins al 2027.
Forns va debutar amb el primer equip el 6 de gener de 2024, com a titular en una derrota per 1-0 a casa contra el Getafe CF, a la Copa del Rei de la temporada. El 28 d'agost va renovar el seu contracte fins al 2028 i va ser cedit al Burgos CF durant un any.
El 15 de gener de 2025, la cessió de Forns al Burgos es va interrompre de seguida. El mateix dia, Forns va ser cedit al Múrcia.